# متعالیه نائینی طبا
متعالیه نائینی طبا معروف به خانم طبا اولین نماینده زن حوزه انتخابیه نائین در مجلس شورای ملی و آخرین نماینده این حوزه قبل از انقلاب ۱۳۵۷ ایران بود.وی خواهر دکتر عبدالحسین طبا بود که خود در دو دوره مجلس شورای ملی نماینده این حوزه بود.